# Txerkàsskaia
Txerkàsskaia (en rus: Черкасская) és un poble de l'óblast d'Oriol, a Rússia, segons el cens del 2010 tenia 1.306 habitants. Pertany al districte municipal de Kromi.